# الإسلام في نيجيريا
الإسلام هو أحد أكبر ديانة في نيجيريا ويوجد بالبلاد أكبر عدد من المسلمين في إفريقيا. نسبة المسلمين في نيجيريا لايقل عن 70%. يتركز الإسلام في الغالب في النصف الشمالي من البلاد، مع وجود أقلية مسلمة كبيرة في المنطقة الجنوبية. يخضع معظم شمال نيجيريا لقانون الشريعة الإسلامية، بينما يخضع باقي البلاد لقانون علماني.
قال العالم المسلم النيجيري المولد اللندني الإقامة عبد الفتاح أديلابو مؤسس منظمة أوقاف أفريقيا لندن بأن الإسلام وصل أفريقيا عبر جنوب الصحراء الكبرى بما في ذلك نيجيريا في وقت مبكر من القرن الأول من الهجرة عن طريق التجار المسلمين وغزو عقبة بن نافع (622-683) لشمال أفريقيا في ظل الدولة الأموية أثناء حكم معاوية ويزيد.
جاء الإسلام أيضا في جنوب غرب المناطق الناطقة بلغة يوربا خلال فترة الإمبراطور مانسا موسى المالي. (في لغة يوربا يشير إلى الإسلام بالدين القادم من مالي). المسلمين في نيجيريا هم من أهل السنة والجماعة ويتبعون المذهب المالكي والذي تعتمد تشريعاته في سن القوانين. ومع ذلك هناك أقلية شيعية بارزة ويتمركزون في ولاية سقطو.

## تاريخ الإسلام في نيجيريا

### انتشار الإسلام

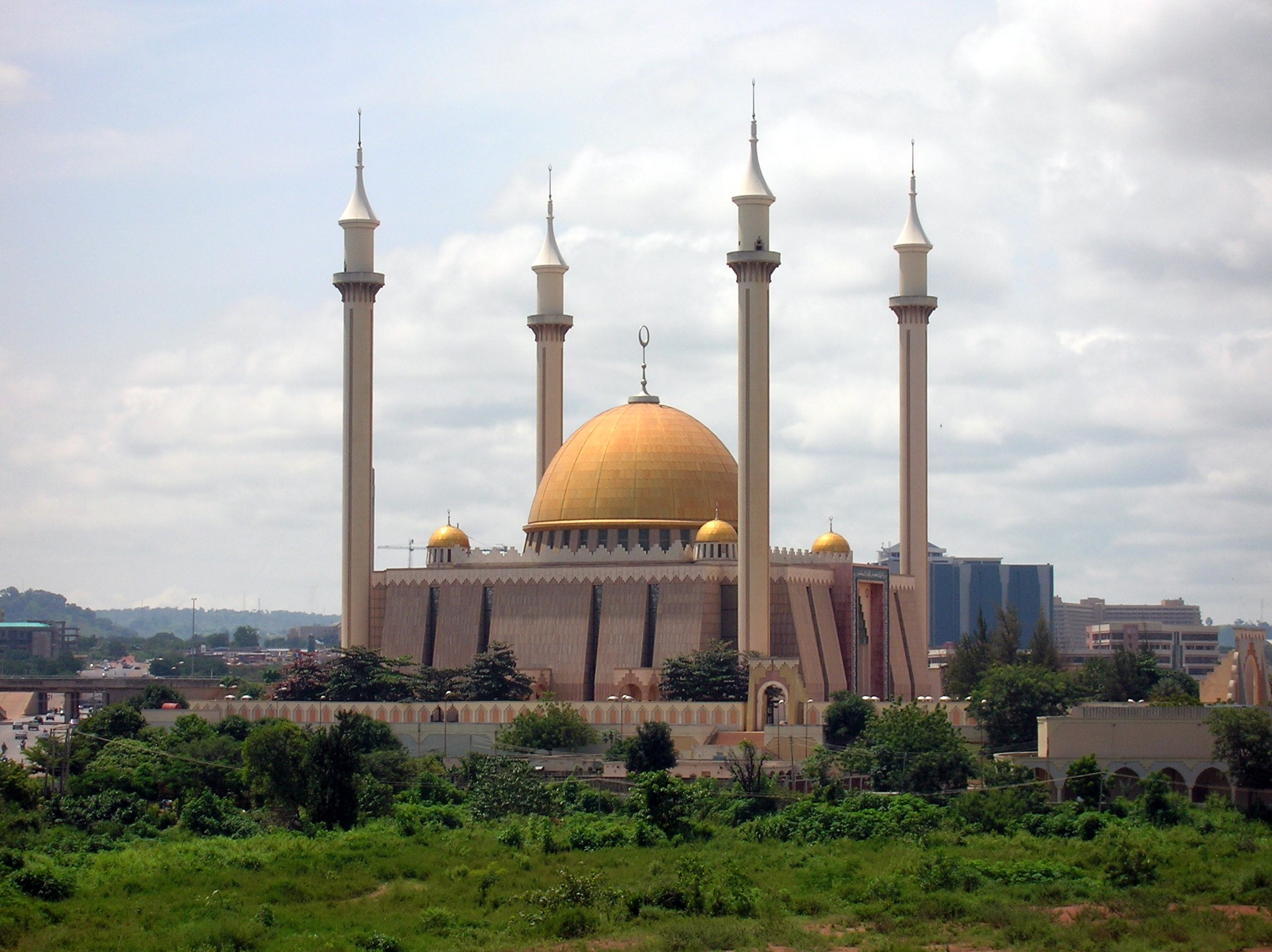
مسجد أبوجا الوطني

تم توثيق أول دخول للإسلام إلى نيجيريا في القرن التاسع. أظهرت المحفوظات الدينية الإسلام قد اعتمد باعتباره دين الغالبية خلال إمبراطورية برنو في عهد الملك إدريس ألوما (1571-1603) على الرغم من أن جزءا كبيرا من هذا البلد لا يزال يلتزم بالوثنية. تعزز وضع الإسلام في البلاد عن طريق إدخال المحاكم الإسلامية، وإنشاء المساجد.

### حرب الفولانيين
في أوائل القرن التاسع عشر أعلن رجل الدين عثمان دان فوديو الجهاد ضد مملكة الهوسا في شمال نيجيريا. استطاع أن يخرج منتصرا وأنشأ إمبراطورية الفولاني وعاصمتها صكتو.

### مايتاتسيني
بدأت مجموعة متطرفة بزعامة محمد مروة مايتاتسيني في كانو في أواخر السبعينات وبدأت العمل الفعلي في الثمانينات. وكان مايتاتسيني من الكاميرون وادعى أنه كان يوحى إليه كما كان يوحى إلى النبي محمد. توجد مساجد خاصة بهم وعقيدة معادية لإنشاء قيادة إسلامية ومجتمعية واجتذابها للمهمشين والفقراء في المناطق الحضرية. تم انتقاد معتنقي ما يدعو له مايتاتسيني مما أدى إلى تفشي العنف في عدة مدن في الشمال.

## الإسلام في المجتمع النيجيري

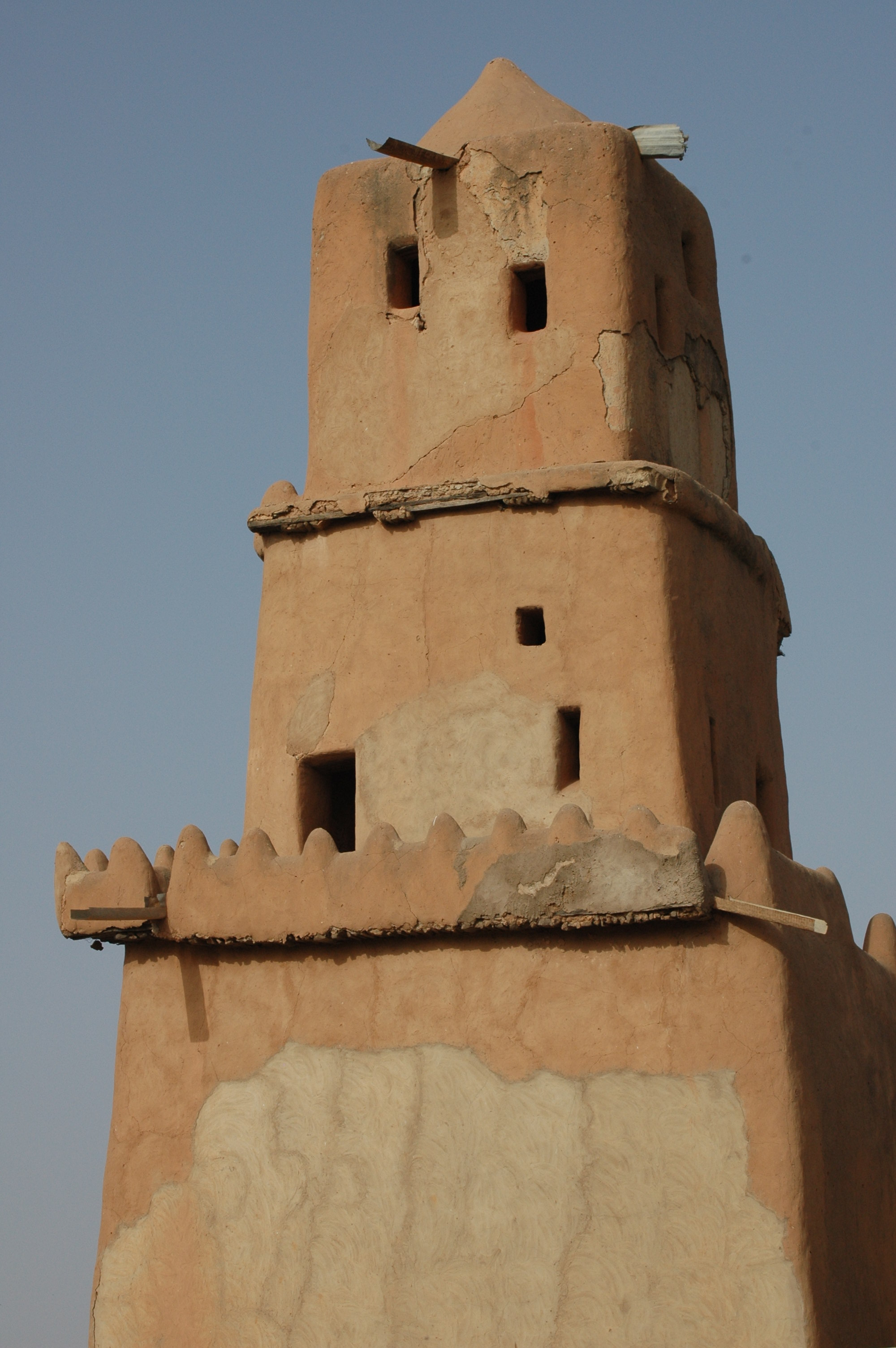
منارة غوباراو

اثنين من سمات الإسلام ضرورية لفهم مكانتها في المجتمع النيجيري. الدرجة التي تتخلل المؤسسات الإسلامية الأخرى في المجتمع ومساهمتها في التعددية النيجيرية. الإسلام يتضمن التزامات بطقوس يومية وسنوية مثل الحج، الشريعة، القانون الديني، إنشاء وجهة نظر سياسية، الحياة الأسرية، النظام الطائفي، والأساليب المناسبة لسلوك الشخصية في معظم الحالات.
وهكذا حتى في عام 1990 انتشر الإسلام الحياة اليومية. الاجتماعات العامة تبدأ وتنتهي عند الصلاة ويعرف الجميع ما لا يقل عن الحد الأدنى للصلاة والأركان الخمسة للدين المطلوبة للمشاركة الكاملة. المدارس السنية تقوم بتدريس المبادئ الأساسية للشريعة الإسلامية وفقا لأنس بن مالك.
النقل الجوي جعل الحج متاح على نطاق أوسع. الفئات ذات الدخل المتوسط يستطيعون أن يحجوا عدة مرات وبرفقة زوجاتهم أيضا.
رجل الدين النيجيري المولد أديلابو الحاصل على شهادة الدكتوراه من دمشق قال أن الكلمات العربية تستخدم في اللغات النيجيرية خاصة في لغات يوربا والهوسا مثل أسماء الأيام. ويقول أيضا المؤرخ النيجيري مرتضى بن أبي بكر غاتا أن الإسلام قد أثّر في بلاد يوروبا.
الاعتماد الواسع على العقيدة الإسلامية أثر على اللهجات العامية النيجيرية كتابة وتحدثا وأكد الشيخ أديلابو المصطلحات الفنية كلها تقريبا والأعراف الثقافية من الهوسا والفولاني والمستمدة من التراث الإسلامي نقلا عن قائمة طويلة من الكلمات من اللغة العربية التي اعتمدتها الهوسا. ووفقا لدميتري بوندارينكو، يتزايد عدد المسلمين في جنوب نيجيريا المسيحي تقليديا بشكل ملحوظ. ويحدث التحول إلى الإسلام بشكل رئيسي في المناطق الحدودية ويسهله غياب شبه كامل للمجموعات العرقية أحادية الطائفة في أفريقيا، حيث بالنسبة لمعظم الأفارقة، فإن الانتماء إلى عشيرة أو قبيلة معينة هو أكثر أهمية من الانتماء الديني، وبالتالي فإن التحول إلى دين آخر لا يعني الخروج من البيئة العرقية والثقافية التقليدية.

## المنظمات الإسلامية في نيجيريا
الإسلام في نيجيريا ليس على درجة عالية من التنظيم. هناك أسر رجال الدين الذين يدرسون في الداخل والخارج في مجال الفقه والشريعة يشغلون مناصب رئيسية في المساجد والقضاء. كان هؤلاء العلماء منذ قرون مستشارين دينيين للأمراء وأسر رجال الأعمال الأغنياء في المدن الكبرى. الناس العاديين يرغبون في دراسة الفقه من أجل زيادة رفاهية المعيشة لما بذلوه من جهود.
كانت الطرق الصوفية شكلا من أشكال النظام الديني على أساس العلاقات الشخصية الذين يؤمنون بالأمور الخارقة لاسيما في المدن الكبرى. أكبر طريقتين هما القادرية والتيجانية اللذان يسيطران على مساجد معينة كل على حدة. الطرق الصوفية لعبت دورا رئيسيا في انتشار الإسلام في المنطقة الشمالية والحزام الأوسط.
الغالبية العظمى من المسلمين في نيجيريا هم من أتباع أهل السنة والجماعة. ومع ذلك هناك أقلية شيعية بارزة في المقام الأول في ولاية سقطو. هناك أقلية صغيرة نسبيا الجماعة الأحمدية وهي طائفة نشئت في الهند في القرن التاسع عشر.